# Fjädervikt i boxning vid olympiska sommarspelen 1972
Resultat från boxning vid olympiska sommarspelen 1972 och herrarnas fjädervikt. Boxarna vägde under 57 kg. Tävlingarna arrangerades i München.

## Medaljörer
| Klass      | Guld                            | Silver                  | Brons                     |
| Fjädervikt | Boris Kuznetsov · Sovjetunionen | Philip Waruinge · Kenya | András Botos · Ungern     |
| Fjädervikt | Boris Kuznetsov · Sovjetunionen | Philip Waruinge · Kenya | Clemente Rojas · Colombia |

## Resultat

### Första rundan
| Vinnare                     | Resultat      | Förlorare                   |
| Första rundan               | Första rundan | Första rundan               |
| --------------------------- | ------------- | --------------------------- |
| Pasqualino Morbidelli (ITA) | 5-0           | Morgan Mwenya (ZAM)         |
| Angelos Theotokatos (GRE)   | 5-0           | Lema Yemane (ETH)           |
| Louis Self (USA)            | 5-0           | Maurice Apeang (FRA)        |
| Michael Andrews (NGR)       | 5-0           | Abdou Faye (SEN)            |
| Andras Botos (HUN)          | 5-0           | Nopparat Preecha (THA)      |
| José Baptista (VEN)         | 5-0           | Emmanuel Eloundou (CMR)     |
| Boris Kuznetsov (URS)       | KO-1          | Harouna Lago (NIG)          |
| Rudolf Vogel (SUI)          | 3-2           | Joseph Mbourokounda (GAB)   |
| Ryszard Tomczyk (POL)       | 4-1           | Juan Francisco García (MEX) |
| Jochen Bachfeld (GDR)       | 5-0           | Peter Prause (FRG)          |
| William Taylor (GBR)        | 5-0           | Lahcen Maghfour (MAR)       |
| Gabriel Pometcu (ROU)       | KO-1          | Nils Dag Stromme (NOR)      |
| Orlando Palacios (CUB)      | 4-1           | Joe Cofie (GHA)             |

### Andra rundan
| Vinnare                     | Resultat     | Förlorare                 |
| Andra rundan                | Andra rundan | Andra rundan              |
| --------------------------- | ------------ | ------------------------- |
| Salah Mohamed Amin (EGY)    | 5-0          | Guy Segbaya (TOG)         |
| Philip Waruinge (KEN)       | 4-1          | Jabbar Feli (IRI)         |
| Jouko Lindberg (FIN)        | 5-0          | Deogratias Musoke (UGA)   |
| Alberto Mario Ortíz (ARG)   | 4-1          | José Luis Vellón (PUR)    |
| Kuncho Kunchev (BUL)        | 3-2          | Palamdorj Baatar (MGL)    |
| Clemente Rojas (COL)        | 3-2          | Dale Anderson (CAN)       |
| Antonio Rubio (ESP)         | TKO-3        | Jungle Thangata (MAW)     |
| Habibu Kinyogoli (TAN)      | 5-0          | Sun Soth (CAM)            |
| Kazuo Kobayashi (JPN)       | 4-1          | Pat Ryan (NZL)            |
| Pasqualino Morbidelli (ITA) | 5-0          | Seyfi Tatar (TUR)         |
| Louis Self (USA)            | 5-0          | Angelos Theotokatos (GRE) |
| Andras Botos (HUN)          | 5-0          | Michael Andrews (NGR)     |
| Boris Kuznetsov (URS)       | 3-2          | José Baptista (VEN)       |
| Ryszard Tomczyk (POL)       | KO-2         | Rudolf Vogel (SUI)        |
| Jochen Bachfeld (GDR)       | 5-0          | William Taylor (GBR)      |
| Gabriel Pometcu (ROU)       | 4-1          | Orlando Palacios (CUB)    |

### Tredje rundan
| Vinnare               | Resultat      | Förlorare                   |
| Tredje rundan         | Tredje rundan | Tredje rundan               |
| --------------------- | ------------- | --------------------------- |
| Philip Waruinge (KEN) | 5-0           | Salah Mohamed Amin (EGY)    |
| Jouko Lindberg (FIN)  | 4-1           | Alberto Mario Ortíz (ARG)   |
| Clemente Rojas (COL)  | WO            | Kuncho Kunchev (BUL)        |
| Antonio Rubio (ESP)   | 5-0           | Habibu Kinyogoli (TAN)      |
| Kazuo Kobayashi (JPN) | KO-1          | Pasqualino Morbidelli (ITA) |
| Andras Botos (HUN)    | 3-2           | Louis Self (USA)            |
| Boris Kuznetsov (URS) | 5-0           | Ryszard Tomczyk (POL)       |
| Gabriel Pometcu (ROU) | 5-0           | Jochen Bachfeld (GDR)       |

### Kvartsfinaler
| Vinnare               | Resultat      | Förlorare             |
| Kvartsfinaler         | Kvartsfinaler | Kvartsfinaler         |
| --------------------- | ------------- | --------------------- |
| Philip Waruinge (KEN) | 4-1           | Jouko Lindberg (FIN)  |
| Clemente Rojas (COL)  | DSQ-2         | Antonio Rubio (ESP)   |
| Andras Botos (HUN)    | 4-1           | Kazuo Kobayashi (JPN) |
| Boris Kuznetsov (URS) | 4-1           | Gabriel Pometcu (ROU) |

### Semifinaler
| Vinnare               | Resultat    | Förlorare            |
| Semifinaler           | Semifinaler | Semifinaler          |
| --------------------- | ----------- | -------------------- |
| Philip Waruinge (KEN) | 3-2         | Clemente Rojas (COL) |
| Boris Kuznetsov (URS) | 5-0         | Andras Botos (HUN)   |

### Final
| Vinnare               | Resultat | Förlorare             |
| Final                 | Final    | Final                 |
| --------------------- | -------- | --------------------- |
| Boris Kuznetsov (URS) | 3-2      | Philip Waruinge (KEN) |